# Il bacio davanti allo specchio
Il bacio davanti allo specchio (The Kiss Before the Mirror) è un film del 1933 diretto da James Whale.

## Trama
L'avvocato Paul Held sta difendendo un suo amico, Walter Bernsdorf, accusato dell'omicidio della moglie Lucy a Vienna. Secondo la versione di Walter, Lucy lo tradiva con un altro uomo. Dopo un'udienza della corte, Paul torna a casa dalla moglie, Maria, e la osserva mentre si trucca allo specchio. La scena gli ricorda una delle deposizioni fatte da Walter descrivendo cosa lo abbia spinto all'omicidio di Lucy. Quando Paul cerca di baciare Maria, lei lo respinge, dicendogli di non rovinarle il trucco. Poi esce di casa.
Paul segue Maria attraverso le strade di Vienna, e scopre che si incontra di nascosto con un uomo. Un infuriato e geloso Paul, fantastica di uccidere la moglie; inoltre diventa ossessionato dal volere far assolvere a tutti i costi Walter, provando che l'uomo era stato portato al crimine per motivi passionali. Nonostante le similitudini tra l'uccisione di Lucy e l'avventura extraconiugale di Maria, la donna continua a frequentare l'amante.
Paul insiste affinché Maria sia presente in aula durante il giorno della sentenza nel processo a carico di Walter. Durante l'arringa finale, Paul punta una pistola verso Maria davanti a tutti. Lei urla di terrore e sviene, mentre il marito termina la sua requisitoria in aula. Durante la lettura della sentenza, Paul incontra Maria nel suo ufficio, e la donna gli confessa di essere ancora innamorata di lui, nonostante il tradimento.
Walter viene assolto, e mette in guardia Paul dicendogli di non uccidere Maria, perché avrebbe rimpianto quel gesto estremo per il resto dei suoi giorni. Paul decide di seguire il consiglio, e chiede a Maria di lasciare il suo amante. Tornato a casa, Paul infrange con rabbia lo specchio dove Maria era solita truccarsi. La moglie compare dietro di lui, e i due si abbracciano.

## Remake
Il film fu oggetto di un remake da parte dello stesso Whale, cinque anni dopo, con il titolo L'inesorabile (Wives Under Suspicion), con Warren William e Gail Patrick.